# Koppe kinabalensis
Koppe kinabalensis là một loài nhện trong họ Corinnidae.
Loài này thuộc chi Koppe. Koppe kinabalensis được Christa L. Deeleman-Reinhold miêu tả năm 2001.